# Ferenc Rudas
Ferenc Rudas (Budapest, 6 luglio 1921 – 11 febbraio 2016) è stato un calciatore ungherese, di ruolo difensore.

## Carriera

### Club
Ha sempre giocato nel campionato ungherese.

### Nazionale
Ha collezionato 23 presenze con la maglia della nazionale ungherese.

## Palmarès

### Club

#### Competizioni nazionali
- Campionato ungherese: 3

Ferencvaros: 1939-1940, 1940-1941, 1948-1949
- Coppa d'Ungheria: 3

Ferencvaros: 1941-1942, 1942-1943, 1943-1944